# گلن تراین
گلن ترایِن (انگلیسی: Glenn Tryon؛ ‏ ۲ اوت ۱۸۹۸ – ۱۸ آوریل ۱۹۷۰) بازیگر و کارگردان اهل ایالات متحده آمریکا بود. وی بین سال‌های ۱۹۲۳ تا ۱۹۵۱ میلادی فعالیت می‌کرد.
از فیلم‌هایی که وی در آن نقش داشته‌است، می‌توان به ۴۵ دقیقه از هالیوود، نزدیک دوبلین، همسران خیانتکار، لباس رقص گاو، اینو به بچه‌ها بگو، اسمیتی، و ناگهان عمه آمد، شادی مادر و سلطان جاز اشاره کرد.